# حكومة أديب الشيشكلي
الحكومة السورية التي تشكلت في 19 يوليو 1953، هي الحكومة الخمسين في تاريخ سوريا الحديث، والخامسة والثلاثين في عهد الجمهورية السورية الأولى. بموجب الدستور الذي أقرّ عام 1953 فإن رئيس الجمهورية يعتبر رئيس الحكومة استلهامًا لدستور الولايات المتحدة. تعتبر الحكومة آخر حكومة في مرحلة انقلاب أديب الشيشكلي الثاني، فبعد أو واجهت احتجاجات 1954، خلعت بانقلاب 1954، الذي أفضى إلى تنازل أديب الشيشكلي عن السلطة في 26 فبراير 1954.

## تشكيلة الحكومة
| الوزير              | الوزارة                      |
| ------------------- | ---------------------------- |
| أديب الشيشكلي       | رئيس الجمهورية، رئيس الحكومة |
| فتح الله أسيون      | وزير الأشغال العامة          |
| جورج شاهين          | وزير المالية                 |
| الجنرال رفعت خانكان | وزير الدفاع                  |
| أنور إبراهيم باشا   | وزير التعليم                 |
| عون الله الجابري    | وزير الاقتصاد الوطني         |
| خليل مردم بك        | وزير الخارجية                |
| نوري الإبش          | وزير الداخلية                |
| ناظم القباني        | وزير الصحة العامة            |
| أسد محسن            | وزير العدل                   |